# Блеф Кугана
«Блеф Кугана» (англ. Coogan's Bluff) — американский художественный фильм 1968 года, боевик, снятый режиссёром Доном Сигелом. Главные роли в этом фильме исполнили Клинт Иствуд, Ли Джей Кобб, Сьюзан Кларк, Дон Страуд, Тиша Стерлинг и Бетти Филд. Премьера фильма состоялась 2 октября 1968 года в США.

## Сюжет
Куган — помощник шерифа в штате Аризона, ему поручили конвоировать из Нью-Йорка сбежавшего преступника. Но преступник Кугану не достаётся, так как бежит из под стражи. Теперь Куган должен найти и поймать бандита.
Кугану приходится работать с полицейскими из Нью-Йорка. Они дают Кугану прозвище «техасец», а он показывает своё мастерство в том числе и умение точно стрелять из своего кольта. Кугана на его пути ждут и любовные приключения.

## В ролях
- Клинт Иствуд — помощник шерифа Уолт Куган
- Ли Джей Кобб — детектив, лейтенант Мак Элрой, NYPD
- Сьюзан Кларк — Джули Рот, офицер охраны, надсмотрщица
- Дон Страуд — Джеймс Ринджерман
- Бетти Филд — Эллен Ринджерман
- Дэвид Дойл — Пуши, владелец таверны
- Тиша Стерлинг[англ.] — Линни Рэйвен, подружка Ринджермана
- Мелоди Джонсон — Милли, подружка Кугана
- Том Талли — Шериф округа Пиуте штата Юта Мак Кри
- Джеймс Эдвардс — Сержант Уоллис, полицейский на полицейском посту
- Сеймур Кассел — Джой, молодой хулиган
- Руди Диас — «Медведь»
- Роберт Остерлох — помощник шерифа (в титрах не указан)

## Съёмочная группа
- Авторы сценария: Хауард Родмэн, Херман Миллер и Дин Риснер
- Режиссёр: Дон Сигел
- Продюсер: Дон Сигел
- Оператор: Бад Тэкери
- Композитор: Лало Шифрин
- Декорации: Александр Голицин и Роберт МакКихэн
- Монтаж: Сэм Уэксмэн
- Костюмы: Хелен Колвиг